# 광시먼역
광시먼역(중국어: 光熙门站)은 중국 베이징시 차오양구 타이양궁 지구·허핑제 가도·샹허위안 가도 경계의 북3환동로·징청 고속공로 교차로 타이양궁교 하방에 위치한 베이징 지하철 2024년 12월 15일에 개장된 12호선과 2003년 1월 28일에 개장된 13호선의 역이다. 13호선의 역 번호는 1314이다.

## 위치
지하철 광시먼역은 북쪽 북3환동로와 징청 고속공로가 교차하는 타이양궁교의 북쪽 끝에 위치하고 있으며, 원래의 왕허 지선 허핑리역(和平里站) 지대 북쪽 끝에 있다.

## 역 구조
12호선 역사는 전체 본체 길이 257.6m, 본체 표준 구간 폭 24.1m, 바닥 깊이 26 ~ 30m 규모의 지하 2층(일부 3층) 섬식 승강장 역사로, 승강장 너비는 15m이다. 13호선 역은 2층 고가 역으로 구성되어 있다. 1층은 대합실, 2층에 승강장이 있고 승강장 남쪽 끝에 단일 건넘선이 있다.
| 2층      | 상대식 승강장, 오른쪽 출입문이 열림 | 상대식 승강장, 오른쪽 출입문이 열림                   |
| 2층      | 궤도 (서)                           | ← ■ 13호선 둥즈먼 방면 (류팡)                         |
| 2층      | 궤도 (동)                           | ■ 13호선 시즈먼 방면 (사오야오쥐) →                   |
| 2층      | 상대식 승강장, 오른쪽 출입문이 열림 |                                                       |
| 지면층   | 13호선 대합실                       | A-B출입구, 티켓 서비스, 자동 티켓 판매기, 출입 게이트 |
| 지하 1층 | 12호선 대합실                       | 티켓 서비스, 자동 티켓 판매기, 출입 게이트            |
| 지하 2층 | ←                                   | ■ 12호선 쓰지칭차오 방면 (허핑시차오)                 |
| 지하 2층 | 섬식 승강장, 왼쪽 출입문이 열림     |                                                       |
| 지하 2층 | →                                   | ■ 12호선 둥바베이 방면 (시바허)                       |

- 13호선 대합실 (2021년 9월 촬영)
- 광시먼역 구형 역명판 (2014년 9월 촬영)
- 12호선 대합실 (2024년 12월 촬영)
- 환승 통로(양방향)

## 출입구
13호선 역은 2개의 출입구가 있다. : 서부의 A출입구와 동부의 B출입구. A출입구 남쪽 절반은 2024년 1월 재건축되었고, 북쪽 절반은 2024년 중반 폐쇄되었다.
12호선 역은 D1, D2, E 3개의 출입구가 개설되어 사용된다. 12호선 북서쪽에 위치한 C출입구 공사는 아직 시작되지 않았다.
|                            |                         |                       |      |             |
|                            |                         |                       |      |             |
| 출구                       | 지시                    | 출구 인근             | 사진 | 무장애 시설 |
| ■ 13호선에 연결            |                         |                       |      |             |
| 出口 · A                   | 칭녠거우로(青年沟路)    | 북3환동로(北三环东路) |      |             |
| 出口 · B                   | 광시먼 소구(光熙门小区) |                       |      | 빈칸        |
| ■ 12호선에 연결            |                         |                       |      |             |
| 出口 · D · 1               | 징청 고속(京承高速)     |                       |      | 빈칸        |
| 出口 · D · 2               | 징청 고속(京承高速)     |                       |      | 빈칸        |
| 出口 · E                   | 칭녠거우로(青年沟路)    |                       |      | 빈칸        |
| 아이콘 설명: 휠체어 리프트 |                         |                       |      |             |

## 역명 유래
광시먼 역은 계획과 건설의 단계에선 "허핑리역(和平里站)"이라고 불렀다. 원대도(元大都)인 광희문(光熙门) 원래 위치와 광희문북리(光熙门北里) 주거 지역에 가깝기 때문에 "광시먼 역"으로 이름이 바뀌었다.
- 광시먼 역 13호선 승강장
- 광시먼 역 13호선 승강장

## 인접역
| 베이징 지하철 12호선       | 베이징 지하철 12호선   | 베이징 지하철 12호선 |
| -------------------------- | ---------------------- | -------------------- |
| 허핑시차오 쓰지칭차오 방면 | ■ 베이징 지하철 12호선 | 시바허 둥바베이 방면 |
| 베이징 지하철 13호선       |                        |                      |
| 사오야오쥐 시즈먼 방면     | ■ 베이징 지하철 13호선 | 류팡 둥즈먼 방면     |